# Fabian Strauß
Fabian Mario Strauß (* 8. Februar 1993) ist ein deutscher Basketballtrainer und ehemaliger -spieler.

## Laufbahn
Der aus dem thüringischen Artern stammende Strauß spielte zunächst Fußball, ab einem Alter von zwölf Jahren zusätzlich Basketball und nahm in letzterer Sportart am Schulwettbewerb Jugend trainiert für Olympia teil. Dort wurden Vertreter des Sportgymnasiums Jena auf ihn aufmerksam. Strauß besuchte fortan die Sportschule und wurde basketballerisch in der Jugend von Science City Jena ausgebildet. Dem 1,93 Meter großen Flügelspieler, zu dessen Stärken insbesondere der Distanzwurf gehörte, gelang in Jena der Sprung in die Herrenmannschaft, er kam in der Saison 2012/13 auf 13 Spiele in der 2. Bundesliga ProA. 2013 wechselte er zum SC Rist Wedel in die 2. Bundesliga ProB. 2015 wurde er mit Wedel ProB-Vizemeister. Er stieg bei dem Verein später zum Mannschaftskapitän auf. Neben seiner Spielertätigkeit begann er in Wedel seine Trainerlaufbahn, betreute Jugendmannschaften und schloss parallel dazu im Sommer 2017 eine Trainerausbildung bei der Basketball-Bundesliga ab. Im Frühjahr 2018 beendete Strauß seine Spielerlaufbahn im Leistungssport und widmete sich ganz dem Trainerberuf. Ab Sommer 2018 war er in Wedel als hauptamtlicher Trainer angestellt und betreute die Mannschaft des Vereins in der Jugend-Basketball-Bundesliga.
In der Sommerpause 2019 wechselte Strauß zu den Dresden Titans und trat bei den Sachsen die Ämter des Trainers der NBBL-Mannschaft sowie des Co-Trainers der Herrenmannschaft in der 2. Bundesliga ProB an. Ende Dezember 2019 wurde er zum Cheftrainer der Dresdner Profis befördert, als sich Christian Steinberg verabschiedete. Strauß hatte Steinberg zuvor bereits während dessen krankheitsbedingter Abwesenheit übergangsweise als Cheftrainer vertreten. Er führte Dresden im Spieljahr 2020/21 zum Gewinn der Hauptrundenmeisterschaft in der 2. Bundesliga ProB Süd, hernach schied man in der Viertelfinalrunde aus. Im Sommer 2021 stieß Strauß neben seiner Aufgabe in Dresden als Co-Trainer zum Stab der deutschen U18-Nationalmannschaft. In der Hauptrunde der Saison 2021/22 gelangen Strauß mit Dresden 19 Siege und erneut der erste Platz, anschließend führte er die Mannschaft durch den Endspieleinzug im Mai 2022 zum Aufstieg in die 2. Bundesliga ProA und gegen Düsseldorf zum Gewinn des Meistertitels.
Im ersten Jahr der Zugehörigkeit in der 2. Bundesliga ProA erreichte Strauß mit Dresden das Viertelfinale. Dort verlor er mit seiner Mannschaft gegen Gießen alle drei Spiele. Zum Ende der Saison 2024/25 verließ Strauß die Dresdner, nachdem der Club zuvor den freiwilligen Rückzug in die drittklassige ProB angekündigt hatte. Mitte Mai 2025 gab Bundesliga-Absteiger BG Göttingen Strauß’ Verpflichtung bekannt.